# Dudu (football, 2006)
 (avril 2023).
Pour les articles homonymes, voir Dudu.
Eduardo Kogitzki Anastacio, plus simplement connu sous le nom de Dudu, né le 1er janvier 2006 à Curitiba, est un footballeur brésilien qui évolue au poste de milieu offensif au Athletico Paranaense.

## Biographie

### Carrière en club
Né à Curitiba, Dudu a rejoint le centre de formation du Club Athletico Paranaense à l'âge de 11 ans, où il s'illustre en équipe de jeune dès début 2023, notamment en Campeonato Brasileiro junior (en) et Copinha (en),.

### Carrière en sélection
Déjà international avec les moins de 15 ans, Dudu connait ses premières sélections en équipe du Brésil des moins de 17 ans au début de 2022, prenant part à plusieurs matchs amicaux.
En mars 2023 il est sélectionné avec les moins de 17 ans pour le Championnat continental qui a lieu à la fin du mois en Équateur,. Jouant la compétition comme titulaire, Dudu en est le meilleur passeur, avec un total de 6 passes décisives. Il marque également 3 buts, dont un lors de la victoire 3-2 contre l'Argentine lors de la dernière journée de la phase finale, qui permet au Brésil de remporter la compétition, glanant ainsi son 13e titre dans la catégorie,,,,.

## Palmarès
| - Championnat sud-américain - Champion en 2023 (en) |